# Kahlovice
Kahlovice (Duits: Kachlowitz) is een Tsjechische plaats in de gemeente Miličín, regio Midden-Bohemen, en maakt deel uit van het district Benešov. Het dorp ligt op 5,5 kilometer afstand van Miličín.
Kahlovice telt 27 inwoners (2021).

## Geografie
Kahlovice bestaat uit twee delen: Kahlovice zelf en het gehucht Kahlovická Lhota.

## Geschiedenis
De eerste schriftelijke vermelding van het dorp dateert van 1381 (Kahlowicz). In 1654 maakte Kahlovice reeds deel uit van Miličín, dat toentertijd bestuurd werd door graaf František van Pettink. Kahlovická Lhota 1.dil (dat wil zeggen: het deel van het gehucht met één verlaten boerenhoeve) maakte deel uit van Nemyšl, dat in bezit was van František Vilím z Talmberk, keizerlijk raadslid en kamerheer, lid van het hoofd van het district Kouřim, en tevens eigenaar van de dorpen Vlašim en Rataje. Kahlovická Lhota 2.dil (dat wil zeggen: het deel van het gehucht met één bewoonde boerenhoeve) was onderdeel van Německé Záhoří van Vilém Václav z Talmberk, keizerlijk raadslid, landrechter, hoofd van het district Vltava, en eigenaar van Smilkov, Suchomasty en Prčice. In 1757 behoorden zowel Kahlovice als Kahlovická Lhota tot Mladá Vožice, dat in handen was van graaf František Josef Khuenburg.
Van 1850 tot 1869 was Kahlovice onder de naam Kalovice een gehucht van de gemeente Záhoří, van 1869 tot 1900 een gehucht van de gemeente Lažany, en van 1910 tot 1930 een gehucht van de gemeente Německé Záhoří. Begin 1948 was Kahlovice opnieuw een gehucht, wederom als onderdeel van de gemeente Německé Záhoří, maar in 1950 werd het bij de gemeente Záhoří u Miličína in het district Votice gevoegd. Van 1961 tot en met 1979 was het een gehucht binnen de gemeente Petrovice, toen in het district Benešov, en vanaf 1 januari 1980 werd het samen met Petrovice samengevoegd met de nieuwe gemeente Miličín.

## Demografie
| Jaar | Aantal inwoners | Aantal huizen |
| ---- | --------------- | ------------- |
| 1843 | 44              | 10            |
| 1869 | 72              | 10            |
| 1890 | 53              | 10            |
| 1910 | 47              | 9             |
| 1930 | 53              | 9             |
| 1961 | 34              | onbekend      |
| 1991 | 15              | 10            |
| 2001 | 24              | 9             |

## Verkeer en vervoer

### Autowegen
Er leidt een regionale weg naar het dorp.

### Spoorlijnen
Er is geen station in Kahlovice. Het dichtstbijzijnde station is in Mezno, op 7,5 kilometer afstand. Dat station ligt aan spoorlijn 220 (Praag -) Benešov - Tábor - České Budějovice. Het station werd, tezamen met de spoorlijn, in 1871 geopend.

### Buslijnen
Er is geen bushalte in het dorp. De dichtstbijzijnde bushalte is in Petrovice, op 1,5 kilometer afstand:
| Halte              | Lijn(en) | Traject(en)                                | Vervoerder(s) |
| ------------------ | -------- | ------------------------------------------ | ------------- |
| Miličín, Petrovice | 459 568  | Miličín - Mladá Vožice Miličín - Střezimíř | CŠAD Benešov  |

## Galerij

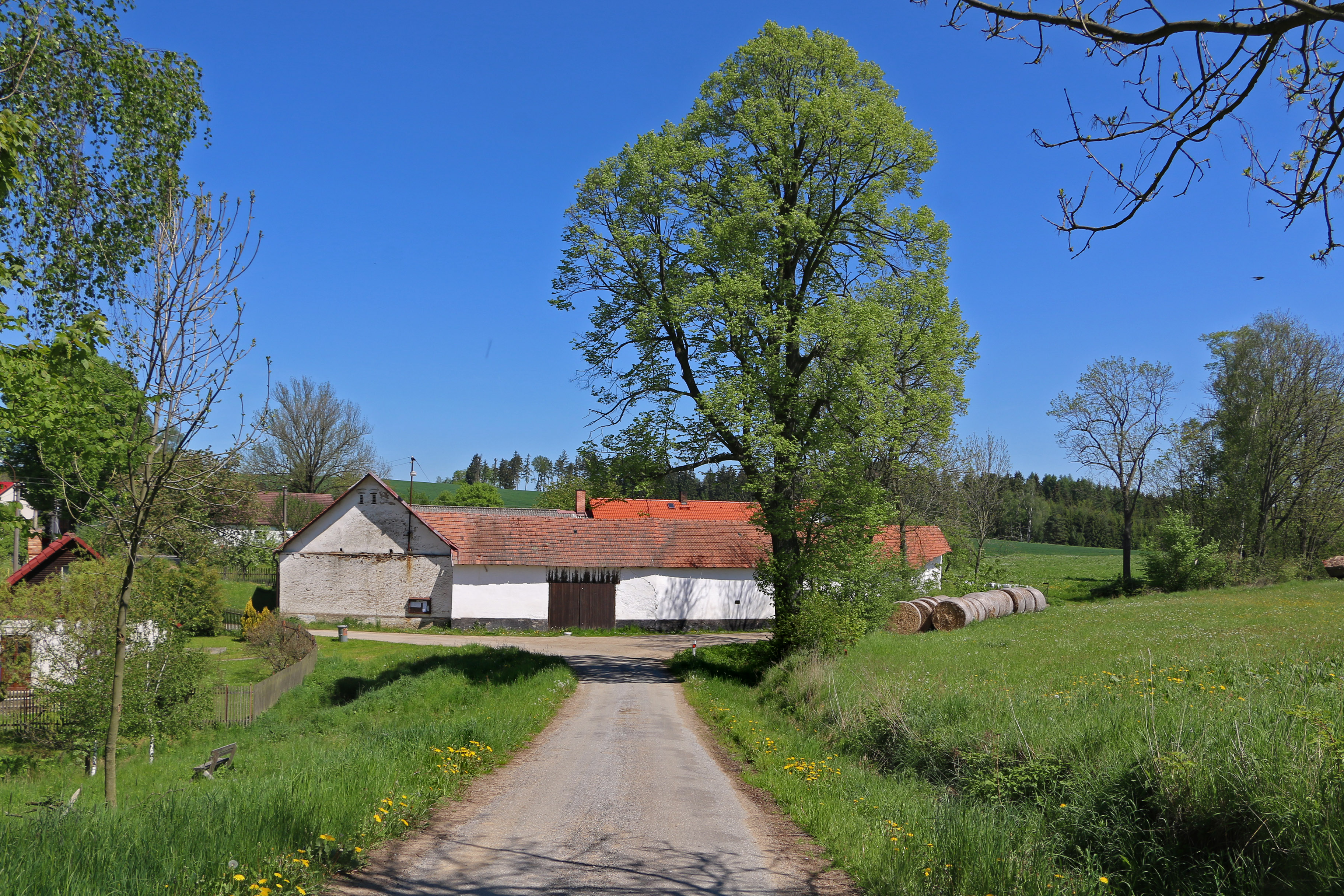
Boerderij in het dorp (2017)
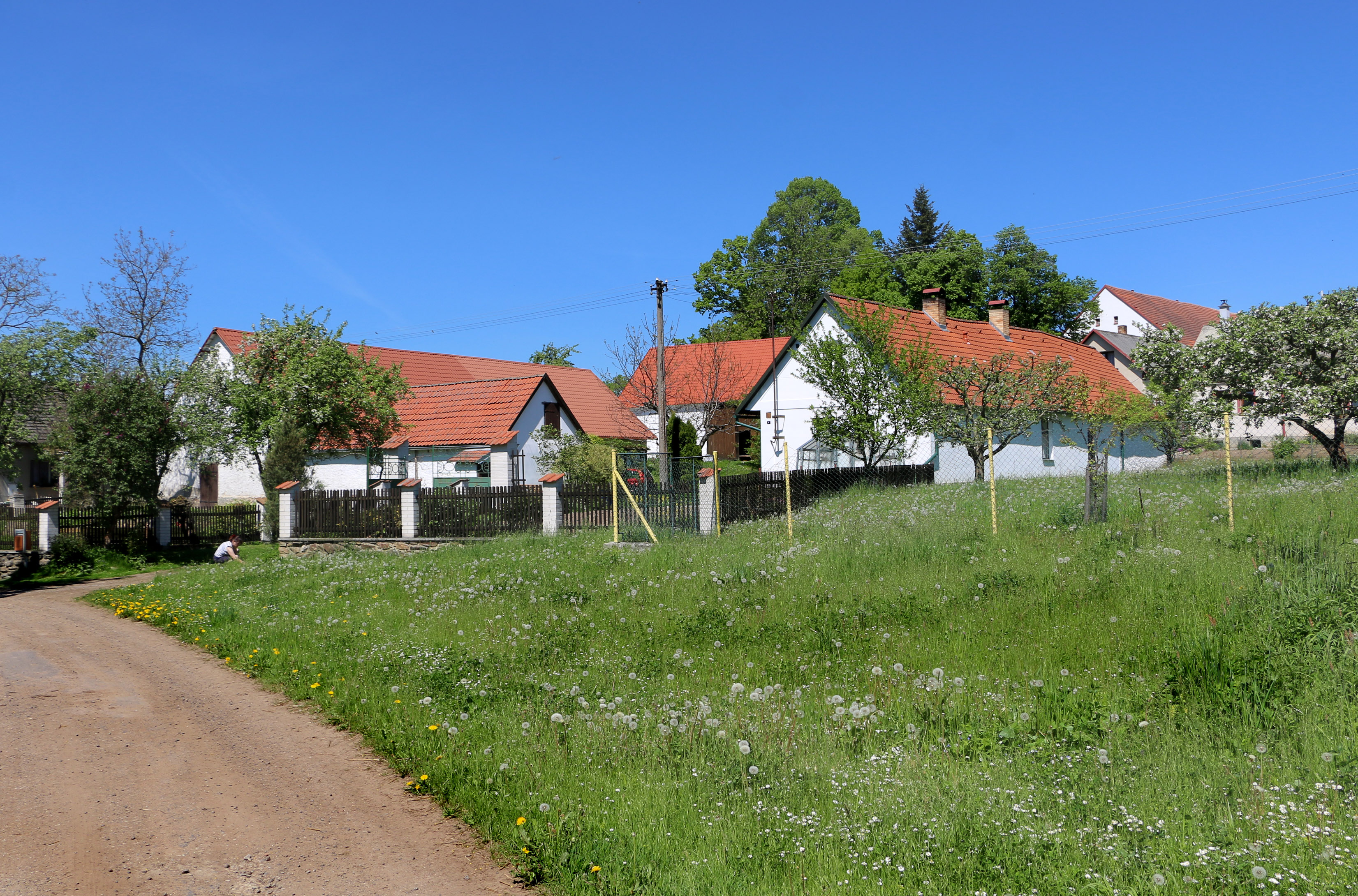
Huizen in het dorp (2017)
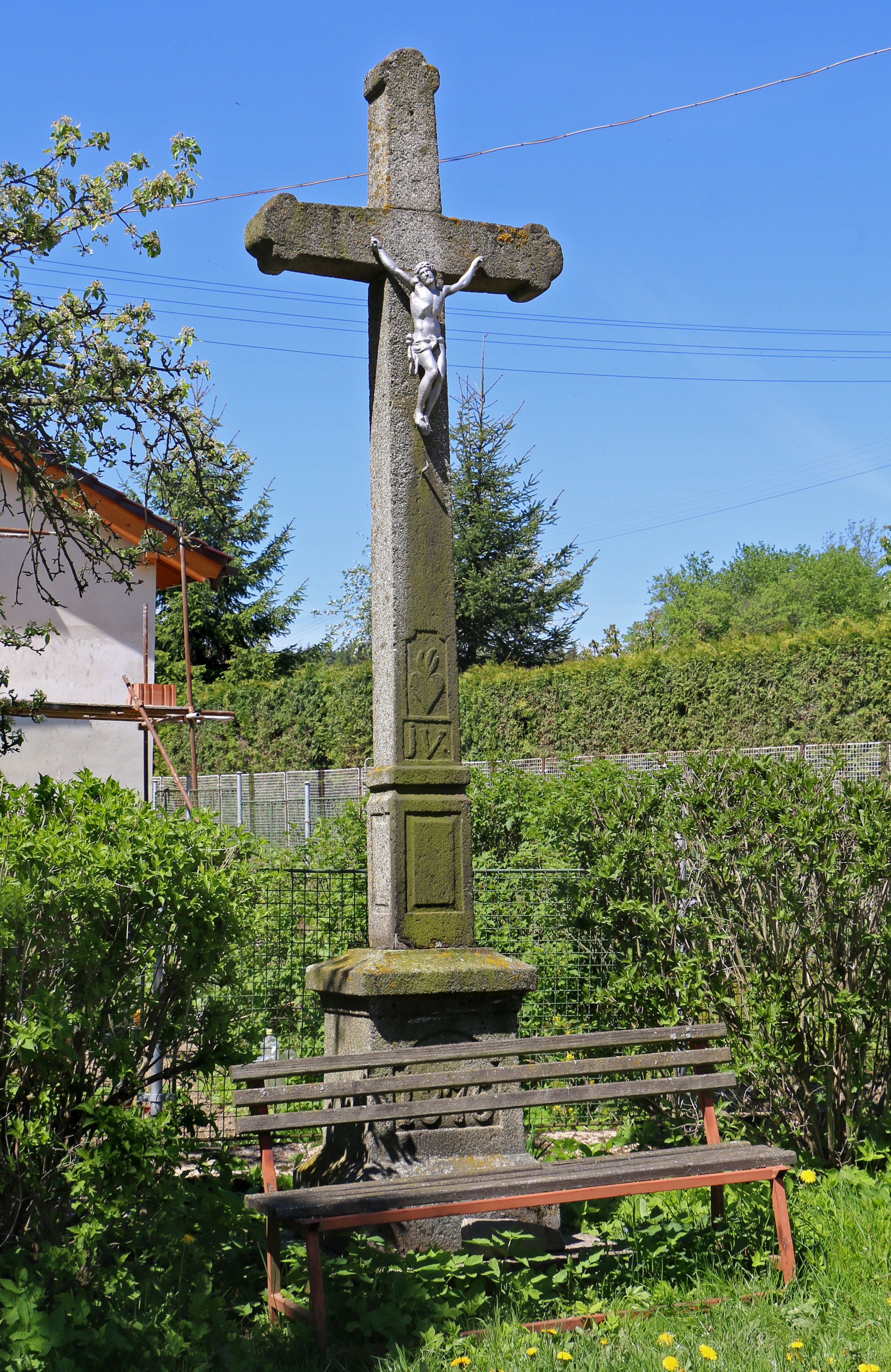
Wegkruis (2017)